# 경험비판론
경험비판론(經驗批判論, Empiriokritizismus)은 경험에서 모든 사변적(思辨的) 요소를 제거하여 뒤에 남는 순수 경험을 '경험의 요소'또는 '세계의 요소'로 생각하여 이러한 복합체를 세계로서 이해하려는 철학 이론이다. 아베나리우스나 마흐가 주장했다. 순수경험은 주관과 객관, 의식과 존재의 어느 쪽에도 치중하지 않는 중립적인 것으로 관념론과 유물론의 대립도 이 이론에 의해 통일된다고 생각했다.

## 같이 보기
- 유물론과 경험비판론